# 震泽镇
震泽镇是江苏省苏州市吴江区所辖的9个镇之一，位于该市西南部，与浙江省湖州市南浔区毗邻。2003年合并了八都镇以后，震泽镇面积达到95.61平方千米，人口85249人。
历史上震泽镇以蚕桑业著称，现在则以亚麻绢纺闻名。
震泽镇的名胜古迹甚多，古桥、古塔、古寺、古巷、古宅甚多，被列为中国历史文化名镇。其中慈云寺塔、师俭堂、王锡阐墓被列入江苏省文物保护单位，此外还有禹迹桥、思范桥、致德堂等被列为吴江区文物保护单位。